# 甘茂
甘茂（？—？），中國戰國時期楚國下蔡邑（今安徽省蚌埠市鳳台縣）人。戰國中期秦國名将。

## 生平
曾在下蔡監門吏史举處，學習百家之說，後通過秦宗室嚴君疾與大臣張儀的引荐，見秦惠文王，秦惠文王對其颇為满意，遂拜之為將。
前312年，秦、韓、魏三國合攻楚，楚國大敗。秦國佔領了楚國的漢中，秦惠文王命甘茂參與其中，輔助左庶長魏章略定漢中地。
惠文王去世，秦武王即位，蜀國相陳壯殺蜀公子通而造反，甘茂與張儀、司馬錯等人前去平蜀。甘茂因此功，立為左丞相。嚴君疾為右丞相。
秦昭王時，遭向寿、公孫奭讒毁，在攻魏國蒲阪時投向齊國，在齊國任上卿。
前305年，為齊國出使楚國。秦王想讓楚國將甘茂送回秦國，並讓他拜相。但此事為楚前懷王所拒，懷王反還運作秦國，使向壽為相。後甘茂卒於魏國。

## 息壤誓言
西元前308年，秦武王派甘茂當統帥，與魏國聯合攻擊韓國，而令向壽為副帥。
甘茂徵得魏國同意後，派向壽回報秦武王：「魏國已同意出兵，但我認為無法出戰。」武王納悶，召回甘茂。等不及甘茂返都，便先到息壤等候。後來甘茂才向武王解釋說：「韓國的宜陽，名義上為一縣，實際上險要如一個郡，而今大王遣軍攻擊，面對重重的防禦，又是千里行軍，攻擊的困難可想而知。從前，魯國有一位與曾參同姓同名者殺人，別人告知其母，其母不信，安心織布；可是等到第三個人告知其母時，其母不得不開始相信，怕被株連，扔掉織布梭翻牆逃走。我的賢能不及曾參，大王對我的信任不如曾參之母，而打小報告的又不只三人，恐怕大王最後也會扔掉織布梭，而不再相信我。
又從前，魏侯魏斯指派樂羊攻擊中山國，圍攻三年才攻破，回國後炫耀自己的功勞，魏斯把一個小箱子交給他，箱內全是誣陷和誹謗他的小報告，樂羊感激說：『這不是我的功勞，而是君王的功勞。』
我原是楚人，流落秦國擔任客卿，嚴君疾（右丞相）、公孫奭（左丞相）拿韓國的事打擊我，大王一定聽信而命我撤退。那對魏國是一種欺騙，我也因公仲侈之故，受到惡名。」（公仲侈是韓國宰相，與甘茂是以前結交的好友。此句之意為甘茂害怕自己將受到「私通外國」陷害。）武王說：「我向你發誓，不聽任何人的閒話，支持你到底，我們指天為誓。」於是，就在息壤祭天盟誓。
秋季，甘茂、庶長封分別擔任統帥、副帥，率軍進攻宜陽。
西元前307年，秦國遠征軍統帥甘茂包圍韓國宜陽，猛攻五個月不能攻破。果然，宰相嚴君疾、公孫奭說出種種理由，認為宜陽之戰是一個陷阱，會為秦國帶來災難。秦武王心情不安，下令召回甘茂，打算撤軍。甘茂不做任何辯解，只回報一句：「息壤還在那裏。」武王大悟說：「我當然記得息壤的誓言。」遂即大量增援，甘茂得到生力軍後，再發動猛攻，斬殺韓軍六萬人，佔領宜陽。韓國派宰相公仲侈出使秦國求和，請求締結和約。

## 家庭

### 孫
- 甘羅

### 後人
- 甘寧
- 甘卓

## 延伸阅读
[在维基数据编辑]
 《史記/卷071》，出自司馬遷《史記》